# Мечеть Імама Ель-Хуарі
Мечеть Імама Ель-Хуарі (араб. مسجد الباي محمد عثمان الكبير) — мечеть у місті Оран в Алжирі.

## Історія
12 вересня 1791 підписаний іспано-алжирський договір про мир і дружбу, за яким Оран перейшов під управління мусульман. Першою реконструйована невелика мечеть, яка згодом отримала назву - Мечеть Мохамед-бея аль-Кадіра. Оскільки споруда була надто маленькою і не могла вмістити всіх віруючих Орана, за наказом Мохамеда бея Бен Османа в 1792 почалося зведення нової мечеті.
Побудована в центрі Орана в 1799. У споруді знаходиться мавзолей імаму Сіді Ель-Хуарі.
До 2010 мінарет, збудований в андалузькому стилі та фасад мечеті через відсутність фінансування знаходилися на грані обвалення.
У 2012 розпочато реставрацію. У ході розкопок під будинком мечеті були виявлені печери періоду середньовіччя.